# Thuidium fuciforme
Thuidium fuciforme là một loài rêu trong họ Thuidiaceae. Loài này được (Brid.) Besch. mô tả khoa học đầu tiên năm 1880.